# Liste der portugiesischen Botschafter in Tansania
Die Liste der portugiesischen Botschafter in Tansania listet die Botschafter der Republik Portugal in Tansania auf. Die Länder unterhalten seit 1975 direkte diplomatische Beziehungen, die auf die Ankunft der Portugiesischen Entdeckungsreisenden ab 1498 als erste Europäer im heutigen Tansania zurückgehen.
Der erste Botschafter Portugals akkreditierte sich 1978 in der tansanischen Hauptstadt Daressalam. Eine eigene Botschaft eröffnete Portugal dort nicht, Tansania gehört zum Amtsbezirk des Portugiesischen Botschafters in Mosambik, der sich dazu in Tansania zweitakkreditiert (Stand 2019). Zwischen 1992 und 2012 war der Portugiesische Botschafter in Kenia für Tansania zuständig.

## Missionschefs
| Name                                            | Bild     | Amtszeit  | Anmerkungen                                                                      |
| Tansania                                        | Tansania | Tansania  | Tansania                                                                         |
| ----------------------------------------------- | -------- | --------- | -------------------------------------------------------------------------------- |
| António Augusto Marques da Costa Vaz Pereira    |          | ab 1978   | Botschafter mit Amtssitz Maputo, am 13. April 1978 in Daressalam akkreditiert    |
| José Pires Cutileiro                            |          | ab 1981   | Botschafter mit Amtssitz Maputo, am 4. Juni 1981 in Daressalam akkreditiert      |
| Paulo Couto Barbosa                             |          | ab 1992   | Botschafter mit Amtssitz Nairobi, am 26. Februar 1992 in Daressalam akkreditiert |
| José Caetano de Campos Andrade da Costa Pereira |          | ab 1995   | Botschafter mit Amtssitz Nairobi, am 20. Juni 1995 in Daressalam akkreditiert    |
| José Manuel de Carvalho Lameiras                |          | ab 1999   | Botschafter mit Amtssitz Nairobi                                                 |
| Júlio Francisco de Sales Mascarenhas            |          | ab 2002   | Botschafter mit Amtssitz Nairobi                                                 |
| Luis João de Sousa Lorvão                       |          | ab 2005   | Botschafter mit Amtssitz Nairobi                                                 |
| Alexandre Maria Lindim Vassalo                  |          | ab 2011   | Botschafter mit Amtssitz Nairobi                                                 |
| Mário Godinho de Matos                          |          | ab 2012   | Botschafter mit Amtssitz Maputo, am 31. Dezember 2012 in Daressalam akkreditiert |
| José Augusto de Jesus Duarte                    |          | ab 2013   | Botschafter mit Amtssitz Maputo                                                  |
| Maria Amélia Maio de Paiva                      |          | seit 2016 | Botschafterin mit Amtssitz Maputo                                                |